# En-taxi
『en-taxi』（エンタクシー）は、扶桑社から刊行されていた文芸誌。編集人は田中陽子。編集は生田敦。発行部数は約2万5千。

## 概要
- 2009年までは季刊誌（3月、6月、9月、12月の月末刊行）であったが、2010年から年3回刊（3月、7月、11月の月末刊行）に変更。超世代文芸クオリティマガジンと銘打っている。2003年に創刊され、柳美里、福田和也、坪内祐三、リリー・フランキーが責任編集として共同で編集を行っていたが、No.19から柳が外れた（理由は後述）。
- リリー・フランキーが4年の歳月をかけて執筆した『東京タワー ～オカンとボクと、時々、オトン～』が同誌上で創刊号からNo.9まで全9回、2年間に渡り連載され、単行本が2005年6月に扶桑社より発売。200万部を超える大ベストセラーとなり、「2006年第3回本屋大賞」の受賞[1]、続いてテレビドラマ化、映画化、舞台化もされた。編集人の壱岐真也は扶桑社の社長賞を受けた。
- 福田和也と壱岐真也（初代編集人）が発案した雑誌であり、福田が教鞭を揮う慶應義塾大学でのゼミ生・院生等の教え子を多く登用している。編集の生田敦も福田ゼミ出身。
- No.19から柳美里が編集同人から外れた理由として、柳は「柳里美の今日の出来事」07年09月29日に「『en-taxi』の長塚圭史特集を見て、不快のあまり目眩がした。何故、坪内さんと、この編集部のひとたちは、糞ツマラナイ芝居をやってる男を大々的に特集しているのだろう？見る目がナイ、としかいいようがない。」「こういう価値観（感性）のひととは、間違っても、いっしょにモノはつくれません。」「きっと喧嘩を売ってるんでしょうね。」「今回の長塚特集を見て、わたしは決心しました。もう、＜責任編集＞として名前を連ねることはできません。」と記している。また、「柳里美の今日の出来事」07年06月21日には「阿佐ヶ谷スパイダース、サイテー！ 高校演劇以下のチョーチョー低低低低低レベル、「ツマンネー！」と何度客席からヤジろうと思ったことか。ヤジらなかったジブンを「歳食ったな」と情けなく思うほど、つまんなかった。席は立てないんですよ、スズナリでぎゅうぎゅう詰めだったから。あっついし、つっまんないし、クソですよ、クソッ！長塚圭史ッ！クソッ！ 生まれてはじめてだよ、芝居観て拍手しなかったのはッ！」と記しており、自身が携わる雑誌で、以前から批判していた長塚の特集を組むことに対し、不満を抱いる様子が窺える。また、日刊サイゾーの2007年10月1日の記事では「「責任編集」である柳先生に黙ってこの企画を進めたことが、彼女の逆鱗に触れたらしいのだ。」という噂が記されている[2]。詳細は柳自身が『創』2007年11月号の「責任編集って？」で発表している。なお、No.19では柳は責任編集のクレジットから既に外れており、No.17から連載が始まった柳の「ハズレ」と「Waterless Pool」は共に休載されている。
- 柳美里が編集同人から外れて以降、しばらく３人体制が続いたが、No.34より重松清が新たに編集同人として参加している。主に「このひとについての一万六千字」の連載を担当し、伊集院静、浦沢直樹、是枝裕和、いとうせいこうといった文化人などを自ら取材し、記事を書いている。
- 2015年11月発売の46号で休刊となった。扶桑社は「これまでの刊行スタイルとしてはある程度の役割を果たし終えた。今後は新たな出版の可能性を探る」と発表。

## 単行本化された連載作品
- リリー・フランキー『東京タワー　オカンとボクと、時々、オトン』（扶桑社、2005年6月）
- 福田和也『俺はあやまらない』（扶桑社、2007年3月）
- 柳美里『黒』（扶桑社、2007年7月）
- 坪内祐三『アメリカ　村上春樹と江藤淳の帰還』（扶桑社、2007年12月）
- 生田紗代『たとえば、世界が無数にあるとして』（扶桑社、2007年12月）
- 立川談春『赤めだか』（扶桑社、2008年4月）
- 前田司郎『夏の水の半魚人』（扶桑社、2009年2月）
- 湯浅学『あなのかなたに』（扶桑社、2009年2月）
- 佐藤和歌子『角川春樹句会手帖』（扶桑社、2009年4月）
- 亀和田武、坪内祐三『倶楽部亀坪』（扶桑社、2009年7月）
- 坂本忠雄『文学の器』（扶桑社、2009年8月）
- ECD『暮らしの手帖』（扶桑社、2009年9月）
- 坪内祐三『風景十二』（扶桑社、2009年10月）
- 福田和也『アイポッドの後で、叙情詩を作ることは野蛮である。』（扶桑社、2010年3月）
- 松本尚久『芸と噺と―落語を考えるヒント』（扶桑社、2010年5月）
- 重松清『また次の春へ』（扶桑社、2013年3月）
- 佐伯一麦『光の闇』（扶桑社、2013年4月）